# 賈 (春秋)
賈（か）は、西周から春秋時代の諸侯国。爵位は伯爵。国君は姫姓。開国の君主は賈伯公明である。

## 歴代君主
- 賈伯公明（中国語版） - 唐叔虞の少子。西周の康王・昭王時代の国君[1]。
- 賈伯（中国語版） - 西周晩期の国君[2]。
- 賈子己父（中国語版） - 春秋時代早期の国君[3]。
- 賈伯（中国語版） - 『春秋左氏伝』桓公九年（紀元前703年）に記載がある[4]。